# Ролстон (Небраска)
Ролстон (англ. Ralston) — город округа Дуглас в штате Небраска в Соединённых Штатах Америки.
Число жителей города уверенно растёт: согласно переписи 2020 года население города составляло 6494 человека, что заметно больше, чем было (5943 ) во время предыдущей переписи 2010 года.

## История
Территория городского участка была определена 23 мая 1907 года с продажей 282,7 акров (114,4 га; 1 144 000 м2) земли, принадлежавшей редактору газеты Omaha Джорджу Лорину Миллеру, компании Ralston Investment Company. Год спустя город был заложен будущим мэром Омахи Роем Н. Тоулом. Петиция о включении собственности в качестве деревни была подана в Совет комиссий округа Дуглас 22 июня 1912 года, которая была принята Советом два дня спустя.
Ещё не вставшая на ноги деревня испытала сокрушительный удар по своему развитию на Пасху, 23 марта 1913 года, когда мощный торнадо пронесся через центр города; большая часть построек была разрушена, а уцелевшие ощутимо пострадали.
В 1934 году сильный пожар, уничтожил половину городских построек. На этот раз Ролстон объявил о банкротстве; он стал одним из первых городов в Соединённых Штатах, вынужденно прибегших к этой процедуре.

## География
По данным Бюро переписи населения США, общая площадь города Ролстон составляет 1,65 квадратных миль (4,27 км2), из которых 1,64 квадратных миль (4,25 км2) — это суша и 0,01 квадратных миль (0,03 км2) — водная поверхность.